# 夏洛特公主 (瓦倫丁女公爵)
夏洛特公主（法语：Charlotte，1898年9月30日—1977年11月15日）全名为夏洛特·路易絲·朱麗葉·格里馬爾迪（Charlotte Louise Juliette Grimaldi），為已故摩纳哥亲王兰尼埃三世之母。
摩纳哥亲王路易二世之私生女。出生时，父亲为摩纳哥王储。因父亲无婚生子，1911年摩纳哥在法国政府压力下，承认夏洛特公主为王室成员，有权继承摩纳哥王位。夏洛特公主本被立為摩納哥女王儲，幼子兰尼埃三世擁有王位繼承權。

## 家族
- 父：摩納哥親王路易二世 （1870年～1949年）
- 母：馬里·茱莉葉·盧韋 （1867年～1930年）
- 繼母：Ghislaine Dommanget （1900年～1991年）
- 長女：安托瓦內特郡主 （1920年～2011年）
- 幼子：兰尼埃三世 （1923年～2005年）

## 頭銜
- 1898年-1918年：夏洛特·路易絲·朱麗葉·盧韋女士
- 1918年-1922年：夏洛特公主殿下，瓦倫丁女公爵
- 1922年-1944年：夏洛特公主殿下，摩納哥女王儲，瓦倫丁女公爵
- 1944年-1977年：夏洛特公主殿下，瓦倫丁女公爵